# Fouleix
Fouleix település Franciaországban, Dordogne megyében. Lakosainak száma 273 fő (2022. január 1.). Fouleix Saint-Mayme-de-Péreyrol, Saint-Félix-de-Villadeix, Saint-Amand-de-Vergt, Beauregard-et-Bassac, Saint-Martin-des-Combes, Clermont-de-Beauregard és Val de Louyre et Caudeau községekkel határos.

## Népesség
A település népességének változása:
| Lakosok száma | 209  | 172  | 186  | 188  | 232  | 242  | 248  | 263  | 268  | 273  |
|               | 1968 | 1982 | 1990 | 2006 | 2013 | 2015 | 2017 | 2019 | 2020 | 2022 |